# Pasquale Menchise
Pasquale Menchise (Genzano di Lucania, 25 giugno 1958) è un direttore d'orchestra italiano.

## Biografia
Ha studiato Composizione, Musica corale e Direzione di coro, Strumentazione per banda, Direzione d'orchestra, Didattica dell’educazione musicale, Musicologia e Pedagogia musicale. È laureato in Direzione d’orchestra.
Debutta nel 1981 e nel 1985 fonda l’Orchestra Sinfonica e da Camera Lucana. Ha diretto oltre mille concerti in Italia e all’estero  , collaborando con numerose orchestre, tra cui:
- Orchestra del Teatro di San Carlo di Napoli
- Orquesta Sinfónica Nacional de Cuba
- Dnipro Philharmonic Orchestra
- Orchestra Sinfonica Siciliana
- Orchestra Filarmonica Italiana

Nel 2011, in occasione dell'opera multimediale Telesio di Franco Battiato, presentata al Teatro di tradizione Alfonso Rendano, ha diretto l’orchestra coinvolta nell’evento.
Si è esibito in numerose sedi, tra cui il Musikverein di Vienna, il Teatro Verdi di Salerno, il Théâtre des Variétés di Parigi e il New York City Center di New York  con l'opera-musical “Belcanto” prodotto da ArsLab (produzione di Ennio Morricone) e Fondazione Pavarotti. Nello stesso anno la prima italiana al teatro Duse di Bologna. La stessa produzione ha continuato con spettacoli a Napoli e Parigi .

Nel 2022  è stato nominato direttore stabile della nuova Orchestra Sinfonica della Basilicata, denominata "131" in riferimento ai 131 comuni della regione. L’ensemble, sostenuto dalla Regione Basilicata e dal Ministero della Cultura, con l’obiettivo di valorizzare i giovani musicisti lucani e promuovere l’identità culturale del territorio attraverso la musica sinfonica.
Nel 2024, in occasione del centenario della scomparsa di Giacomo Puccini, ha diretto cavalleria rusticana ad Osaka e successivamente il concerto-evento Puccini 100 e dintorni presso il Tempio di Venere nel Parco archeologico del Colosseo a Roma. L'evento, presentato alla Camera dei Deputati, è stato condotto da Lorena Bianchetti ed ha proposto un viaggio cronologico attraverso le principali opere di Puccini, tra cui Manon Lescaut, La Bohème, Tosca, Gianni Schicchi, Suor Angelica e Turandot.  
L'orchestra, composta da 45 elementi, è stata accompagnata dal tenore Marcelo Álvarez e il soprano Maria Grazia Schiavo  .   
Nell’ottobre 2024 dirige il concerto n.2 di Rachmaninov alla  Azusa Pacific Univeristy di  Los Angeles e a novembre guida una tournée in Cina con l’ensemble “Armonie in Villa” di Pistoia per il progetto Alice Opera Ballet.
Nel 2025 dirige al Colosseo l’opera Carmen di Georges Bizet, per il 150º anniversario della morte del compositore, con finalità di sensibilizzazione contro il femminicidio.

## Composizioni
Tra le sue opere figura la Missa Mediterranea in Tempore Jubilaei (2000), eseguita in Piazza San Pietro alla presenza di Papa Giovanni Paolo II.

## Composizioni per il cinema
Nel 2016  ha composto le musiche originali per la versione restaurata del film muto Malombra (1917), diretto da  Carmine Gallone. La nuova colonna sonora è stata eseguita dal vivo in occasione di proiezioni speciali dedicate al cinema restaurato. 

## Riconoscimenti
- Torre d’Argento (2010)
- Eccellenze Lucane (2011)
- Premio Heraclea (2015)
- Premio Cassiodoro alla carriera (2016)
- Premio Alarico (2018)[18]
- Lucani in Primo Piano (2019)[19]
- Lucani Insigni (2020)[20]